# Vranje
Vranje (tiếng Serbia:) là một thành phố Serbia. Thành phố Vranje có diện tích  km², dân số là 55.052 người (theo điều tra dân số Serbia năm 2002) còn dân số cả khu tự quản là người. Đây là thủ phủ hành chính của quận

## Khí hậu
| Dữ liệu khí hậu của Vranje (1981–2010, cực độ 1961–2010) | Dữ liệu khí hậu của Vranje (1981–2010, cực độ 1961–2010) | Dữ liệu khí hậu của Vranje (1981–2010, cực độ 1961–2010) | Dữ liệu khí hậu của Vranje (1981–2010, cực độ 1961–2010) | Dữ liệu khí hậu của Vranje (1981–2010, cực độ 1961–2010) | Dữ liệu khí hậu của Vranje (1981–2010, cực độ 1961–2010) | Dữ liệu khí hậu của Vranje (1981–2010, cực độ 1961–2010) | Dữ liệu khí hậu của Vranje (1981–2010, cực độ 1961–2010) | Dữ liệu khí hậu của Vranje (1981–2010, cực độ 1961–2010) | Dữ liệu khí hậu của Vranje (1981–2010, cực độ 1961–2010) | Dữ liệu khí hậu của Vranje (1981–2010, cực độ 1961–2010) | Dữ liệu khí hậu của Vranje (1981–2010, cực độ 1961–2010) | Dữ liệu khí hậu của Vranje (1981–2010, cực độ 1961–2010) | Dữ liệu khí hậu của Vranje (1981–2010, cực độ 1961–2010) |
| Tháng                                                    | 1                                                        | 2                                                        | 3                                                        | 4                                                        | 5                                                        | 6                                                        | 7                                                        | 8                                                        | 9                                                        | 10                                                       | 11                                                       | 12                                                       | Năm                                                      |
| -------------------------------------------------------- | -------------------------------------------------------- | -------------------------------------------------------- | -------------------------------------------------------- | -------------------------------------------------------- | -------------------------------------------------------- | -------------------------------------------------------- | -------------------------------------------------------- | -------------------------------------------------------- | -------------------------------------------------------- | -------------------------------------------------------- | -------------------------------------------------------- | -------------------------------------------------------- | -------------------------------------------------------- |
| Cao kỉ lục °C (°F)                                       | 17.9 (64.2)                                              | 22.4 (72.3)                                              | 26.3 (79.3)                                              | 31.5 (88.7)                                              | 33.3 (91.9)                                              | 37.9 (100.2)                                             | 41.6 (106.9)                                             | 39.6 (103.3)                                             | 35.6 (96.1)                                              | 30.6 (87.1)                                              | 26.1 (79.0)                                              | 18.7 (65.7)                                              | 41.6 (106.9)                                             |
| Trung bình ngày tối đa °C (°F)                           | 4.2 (39.6)                                               | 6.8 (44.2)                                               | 12.2 (54.0)                                              | 17.3 (63.1)                                              | 22.5 (72.5)                                              | 26.1 (79.0)                                              | 28.7 (83.7)                                              | 29.1 (84.4)                                              | 24.2 (75.6)                                              | 18.4 (65.1)                                              | 10.8 (51.4)                                              | 5.1 (41.2)                                               | 17.1 (62.8)                                              |
| Trung bình ngày °C (°F)                                  | −0.1 (31.8)                                              | 1.8 (35.2)                                               | 6.4 (43.5)                                               | 11.2 (52.2)                                              | 16.0 (60.8)                                              | 19.5 (67.1)                                              | 21.6 (70.9)                                              | 21.6 (70.9)                                              | 16.9 (62.4)                                              | 11.8 (53.2)                                              | 5.7 (42.3)                                               | 1.2 (34.2)                                               | 11.1 (52.0)                                              |
| Tối thiểu trung bình ngày °C (°F)                        | −3.6 (25.5)                                              | −2.6 (27.3)                                              | 1.1 (34.0)                                               | 5.0 (41.0)                                               | 9.4 (48.9)                                               | 12.6 (54.7)                                              | 14.1 (57.4)                                              | 14.1 (57.4)                                              | 10.3 (50.5)                                              | 6.2 (43.2)                                               | 1.5 (34.7)                                               | −2.1 (28.2)                                              | 5.5 (41.9)                                               |
| Thấp kỉ lục °C (°F)                                      | −25.0 (−13.0)                                            | −22.0 (−7.6)                                             | −13.0 (8.6)                                              | −6.6 (20.1)                                              | 0.0 (32.0)                                               | 2.3 (36.1)                                               | 5.0 (41.0)                                               | 4.5 (40.1)                                               | −2.4 (27.7)                                              | −7.0 (19.4)                                              | −12.6 (9.3)                                              | −18.0 (−0.4)                                             | −25.0 (−13.0)                                            |
| Lượng Giáng thủy trung bình mm (inches)                  | 35.4 (1.39)                                              | 38.3 (1.51)                                              | 38.2 (1.50)                                              | 52.0 (2.05)                                              | 56.3 (2.22)                                              | 63.2 (2.49)                                              | 44.7 (1.76)                                              | 43.2 (1.70)                                              | 46.7 (1.84)                                              | 52.4 (2.06)                                              | 57.4 (2.26)                                              | 50.5 (1.99)                                              | 578.3 (22.77)                                            |
| Số ngày giáng thủy trung bình (≥ 0.1 mm)                 | 12                                                       | 12                                                       | 12                                                       | 12                                                       | 13                                                       | 10                                                       | 8                                                        | 7                                                        | 9                                                        | 9                                                        | 12                                                       | 14                                                       | 131                                                      |
| Độ ẩm tương đối trung bình (%)                           | 81                                                       | 75                                                       | 67                                                       | 64                                                       | 65                                                       | 65                                                       | 61                                                       | 60                                                       | 67                                                       | 73                                                       | 79                                                       | 83                                                       | 70                                                       |
| Số giờ nắng trung bình tháng                             | 73.8                                                     | 100.7                                                    | 151.3                                                    | 176.2                                                    | 230.5                                                    | 274.3                                                    | 316.1                                                    | 294.8                                                    | 209.8                                                    | 153.4                                                    | 87.5                                                     | 55.5                                                     | 2.123,9                                                  |
| Nguồn: Republic Hydrometeorological Service of Serbia    |                                                          |                                                          |                                                          |                                                          |                                                          |                                                          |                                                          |                                                          |                                                          |                                                          |                                                          |                                                          |                                                          |